# Гайги Вайгель

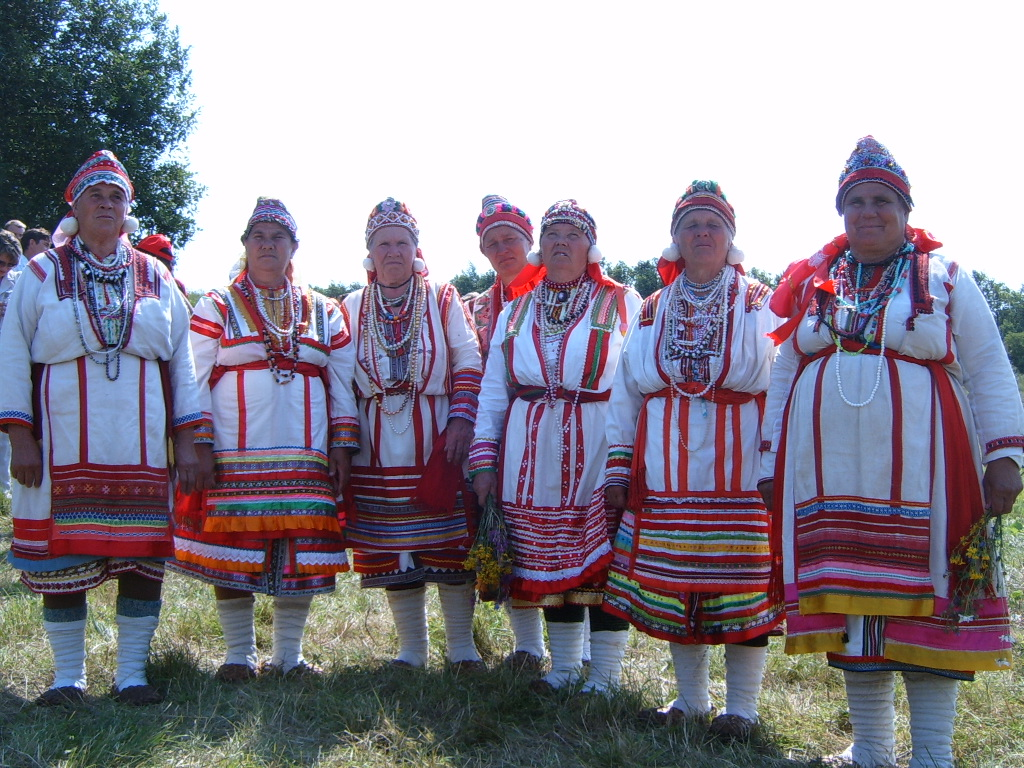
Народний ансамбль «Гайги вайгель» на Раськень Озкс-2007

«Га́йги Ва́йгель» — народний фольклорний ансамбль із села Нова Пирма Кочкуровського району Республіки Мордовія, Росія. З ерзянської назва колективу перекладається як «Дзвінкі голоси».
Ансамбль був заснований 1970 року.
Лауреат Державної премії Республіки Мордовія, багаторазовий лауреат і дипломант міжнародних, всеросійських, республіканських і районних конкурсів і фестивалів. 2014 року наказом Міністерства культури Російської Федерації колектив був удостоєний звання «Заслужений колектив народної творчості».
Виконує ерзянські народні пісні, авторські пісні, власні частівки (рос. частушки), обрядові та обрядово-календарні пісні, національні ігри.
Пісні виконуються акапельно.
Керівник колективу: Бояркіна Марія Дмитрівна.